# Plaća
Plaća je iznos novca, koji poslodavac plaća zaposleniku, obično mjesečno, za njegov rad na temelju sklopljenog ugovora o radu. Ekonomska definicija plaće je dohodak od rada. 
Predstavlja novčano primanje koje se isplaćuje u nekom pravilnom vremenskom razmaku (mjesečno ili tjedno) nekom zaposleniku za njegov rad u punom radnom vremenu. Može se sastojati od osnovne plaće i posebnih dodataka. Može se prikazivati u bruto i neto iznosu. Poslodavac u cijelosti daje bruto iznos, a radnik prima kao plaću neto iznos. Poslodavac od bruto plaće automatski odbija iznose za pojedine poreze i doprinose tako da zaposleniku ostane neto plaća. Premda su bruto plaće primanja iz radnoga odnosa, nisu radnikova individualna zarada kojom podmiruje svoje osnovne životne potrebe. Plaća može biti i za skraćeno radno vrijeme, npr. kod invalida rada. 
Osnovna plaća novčano je primanje koje pripada za puno radno vrijeme i normalan učinak. Na nju se plaćaju se svi zakonom propisani porezi, prirez i doprinosi (npr. mirovina, zdravstvo i drugo). Iz osnovne plaće izvode se ostala prava poput mirovinskih i zdravstvenih, ovisno o visini te plaće za puno radno vrijeme. Iz iznosa plaće za puno radno vrijeme izračunava se visina mirovine i novčane naknade za bolovanje.
Postoje dodatci koji nisu plaća. Posebni dodatci mogu biti dodatci za radni staž, za prekovremeni rad, za otežane uvjete rada, za rad u smjenama, za rad nedjeljom i praznikom, noćni dodatak i slično. Plaća li se na te dodatke obvezni mirovinski i zdravstveni doprinosi, onda bi i oni trebali biti pribrajani osnovnoj plaći u slučaju kada se radi o izračunu visine mirovine ili bolovanja. Dodatak za odvojeni život, naknada za auto i božićnica, često bivaju prikazani kao sastavni dio plaća, što je pogrešno. Oni nisu plaća te ne ulaze u temelj za izračun visine drugih izvedenih prava iz radnoga odnosa. U plaću se često pogrešno pribraja razne dodatke, poput dodataka za racionalizaciju, podjelu dobiti, dionice i slično. Premda su bruto plaće primanja iz radnoga odnosa, nisu radnikova individualna zarada kojom podmiruje svoje osnovne životne potrebe.
Primanja u naturi (bonovi za robu, namirnice, plaćanje parkinga ili prijevoza) nisu plaća. Na njih se ne plaćaju doprinosi za ostvarenje drugih prava. Država tako dobiva manje jer se na vrijednost tih primanja ne plaćaju poreze, prireze ni doprinose. Radnici postižu nekakvu zadovoljštinu jer dobiju nekakvu naknadu, no u budućnosti im se to odrazi u smanjenim visinama mirovina i nastalim naknadama za bolovanja, zbog manje osnovice.

## Visina plaće
Na cijenu rada utječe u sklopu tržišnog natjecanja odnos između potražnje za radom i ponude radnih mjesta.
Glavni čimbenici koji određuju ponudu radne snage predstavljaju:
- Prosječan broj radnih sati koje djelatnik godišnje obavi
- Broj stanovnika
- Broj radno sposobog stanovništva
- Kvaliteta i količina obavljenog posla (produktivnost).